# Siegmund Carl Friedrich Weischner

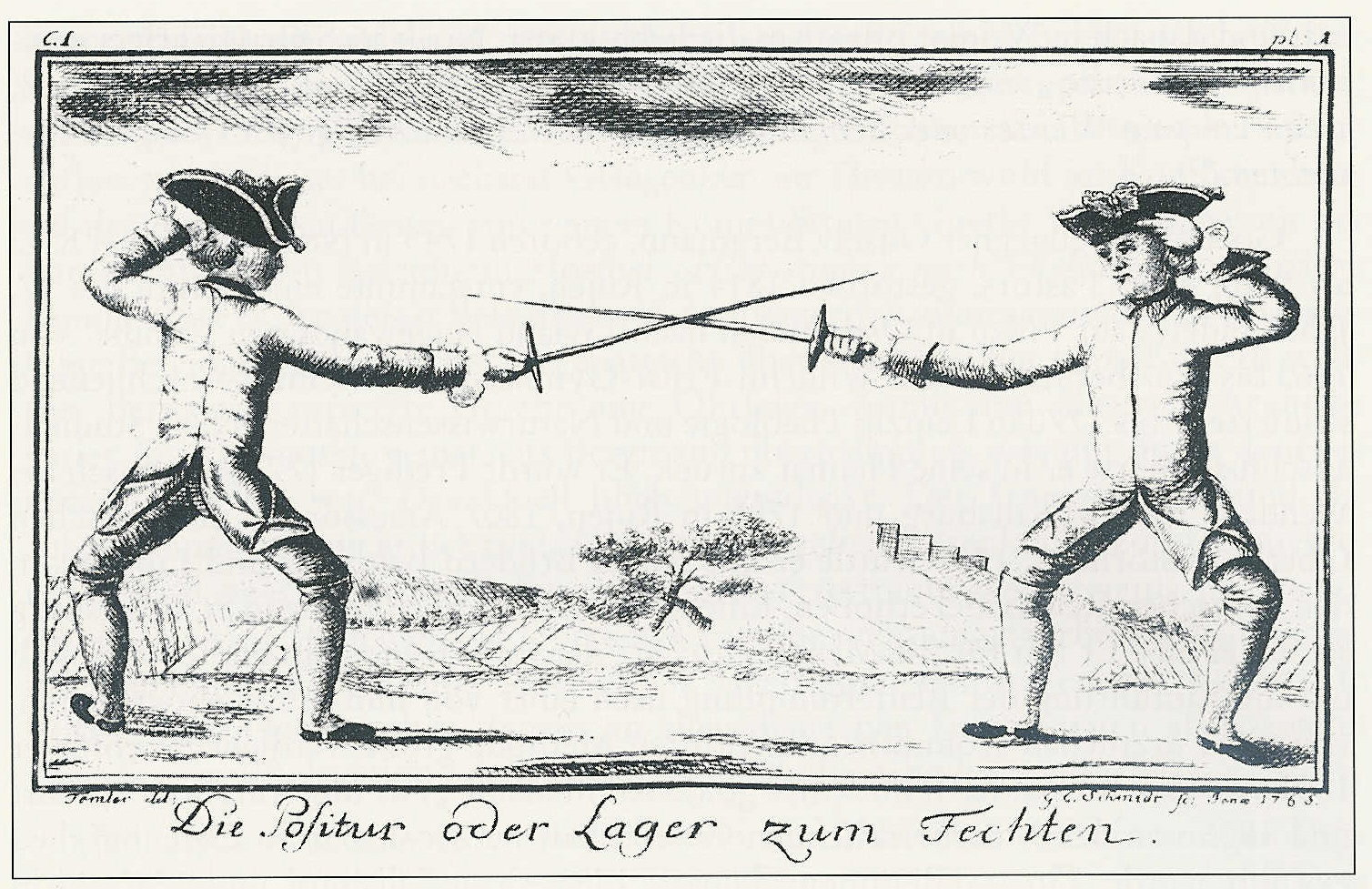
Weischner in Positur mit einem seiner Schüler (1765)

Siegmund Carl Friedrich Weischner (geb. 1703 in Merseburg; gest. 1774 in Weimar) war Fechtmeister am Weimarer Gymnasium und zugleich am weimarischen Hofe.

## Leben
Es gab Fechtmeister, die Fechtbücher verfassten, wobei der Fechtmeister zusammen mit seinen Vorfechtern die abgebildeten Stellungen beim Fechten demonstrierten, zu denen Siegmund Carl Friedrich Weischner gehörte. Als Beispiel lässt sich hier Gustav Bergmann anführen, der Vorfechter bei Siegmund Carl Friedrich Weischner am Gymnasium in Weimar gewesen war. Der Student Goethe hatte mit Bergmann eine selbst provozierte Begegnung in Leipzig, die für ihn nicht gut endete. Er erlitt eine leichte Blessur durch einen spitzen Degen. Mit der Jenaer Familie der Kreußler sind die Weischner durch Heirat verbunden, bei denen er auch sein Handwerk erlernte. Sein unmittelbarer Fechtmeister war wohl Heinrich Wilhelm Kreußler (1690–1752). Weischner wurde 1728 als Hoffechtmeister in Weimar angestellt. Der an der Universität Leipzig und zuvor in Gotha und Dresden als Fechtmeister tätige Hauptmann Christian David Friedrich Weischner war sein Sohn, den wiederum er selbst zum Fechtmeister ausbildete. Das 1764 gedruckte Buch hatte einen jahrzehntealten Vorgänger, dass als Manuskript in der Herzogin-Anna-Amalia-Bibliothek vorhanden ist, welches nicht nur eine feine Handschrift, sondern auch nicht geringe Fertigkeiten im Zeichnen Siegmund Weischners offenbart. Weischner versuchte sich wohl auch einmal in der Dichtkunst. Diese dichterische Huldigung auf Herzog Ernst August von ca. 1740 ist in der Herzogin-Anna-Amalia-Bibliothek in Weimar ebenfalls erhalten. Gedruckt erschien die nie. Sein Vorfechter
Christian Gottfried Heinicke wurde in Weimar sein Nachfolger als Fechtmeister. Die Avancen des Sohnes auf die Nachfolge seines Vaters blieben erfolglos.

## Werke
- Siegmund Carl Friedrich Weischner [S. C. F. Weischner, F. S. Hauptm. beym löbl. Landregiment]: Uebungen auf dem Fürstl. Sächsischen Hoffechtboden zu Weimar, Heinrich Siegmund Hoffmann, Weimar 1764. digital